# Нгуен Ван Ли
Нгуе́н Ван Ли (вьет. Nguyễn Văn Lý, 30 мая 1942) — южновьетнамский легкоатлет, выступавший в беге на средние и длинные дистанции и марафонском беге. Участвовал в летних Олимпийских играх 1960 и 1964 годов.

## Биография
Нгуен Ван Ли родился 30 мая 1942 года.
В 1960 году вошёл в состав сборной Южного Вьетнама на летних Олимпийских играх в Риме. Был заявлен в беге на 10 000 метров, но не стартовал.
В 1964 году вошёл в состав сборной Южного Вьетнама на летних Олимпийских играх в Токио. Был заявлен в беге на 1500 метров, но не стартовал. В беге на 5000 метров занял последнее, 13-е место в полуфинальном забеге, показав результат 17 минут 28,0 секунды и уступив 3 минуты 16,4 секунды вышедшему в финал с 3-го места Харальду Норпорту из ОГК. В марафонском беге сошёл с дистанции.

## Личные рекорды
- Бег на 5000 метров — 16.20,8 (1966)[4]
- Бег на 10 000 метров — 33.21,9 (1966)[4]